# Festivalbar 2002
Il trentanovesimo Festivalbar si svolse durante l'estate del 2002 in 10 puntate, registrate presso Piazza del Plebiscito a Napoli, Piazza del Duomo a Pistoia, il Teatro Greco di Taormina, l'Anfiteatro Romano di Cagliari e con le due finali nel consueto scenario dell'Arena di Verona le quali vennero trasmesse, andando in onda su Italia 1 il 10 e il 12 settembre 2002.
A condurre la manifestazione furono Alessia Marcuzzi,  Michelle Hunziker e Daniele Bossari. 
L'anteprima e le interviste speciali furono condotte da Marco Maccarini. 
Vincitore assoluto di quest'edizione fu Luciano Ligabue nella sezione singoli con Tutti vogliono viaggiare in prima, nella sezione album vinse Zucchero con l'album Shake, presentato in anteprima mondiale all'arena di Verona esattamente un anno prima, nella finalissima del Festivalbar 2001, mentre un giovanissimo Tiziano Ferro vinse il premio "rivelazione" con il brano Rosso relativo.
A partire da questa edizione venne progressivamente accantonato il "playback", infatti la maggioranza degli artisti si esibirono dal vivo.

## Cantanti partecipanti
- Luciano Ligabue - Tutti vogliono viaggiare in prima, Eri bellissima e  Balliamo sul mondo
- Zucchero - Sento le campane, Baila e Diamante
- Jovanotti - Morirò d'amore
- Tiziano Ferro - Rosso relativo e Xdono
- Sophie Ellis-Bextor - Murder on the Dancefloor e Get Over You
- Avril Lavigne - Complicated
- Andrea Bocelli - Mille lune mille onde
- Cesare Cremonini - Gli uomini e le donne sono uguali
- The Ark -  Calleth You, Cometh I
- Alizée - Moi... Lolita
- Moby - We Are All Made of Stars
- Holly Valance - Kiss Kiss
- Christina Milian - When You Look at Me
- Vasco Rossi - Standing ovation
- Dual Gang - Sarà la primavera
- Remy Shand - Take a Message
- Paulina Rubio - Don't Say Goodbye
- Ronan Keating - If Tomorrow Never Comes ed I Love It When We Do
- Javier García - Tranquila
- Alabama 3 - The Mansion of the Hill
- Las Ketchup - Aserejé
- Planet Funk - The Switch e Who Said (Stuck in the UK)
- Red Hot Chili Peppers - By the Way e Universally Speaking
- Biagio Antonacci - Che differenza c'è ed Angela
- Renato Zero - Non cancellate il mio mondo
- Sondre Lerche - Sleep on the Needles
- Télépopmusik - Breathe
- Anastacia - One Day in Your Life
- Pino Daniele - Un cielo senza nuvole
- Jamiroquai - Love Foolosophy
- Natalie Imbruglia - Wrong Impression
- Luca Carboni - Le parole
- Bertha Patricia Manterola Carrión - Que el ritmo no pare
- Morcheeba - Otherwise
- t.A.T.u. - All the Things She Said
- Giorgia - Vivi davvero
- Nek - Sei solo tu
- Eiffel 65 - Cosa resterà (In a Song)
- The Calling - Wherever You Will Go
- Alexia - Dimmi come... e Non lasciarmi mai
- Pink - Get the Party Started
- Articolo 31 - Domani smetto e Spirale ovale
- Paola & Chiara - Festival
- Mousse T. - Fire
- Rosario - Como quieres que te quiera
- M2M - Everything
- Mp2 - Entro il 23
- Gabin - Doo uap, doo uap, doo uap e Une Histoire D'Amour
- Mary J. Blige  - No More Drama
- Beverley Knight - Whatever's Clever
- Francesco Tricarico - Musica
- The Dandy Warhols - Bohemian Like You
- Pet Shop Boys - Home and Dry
- Alex Lloyd - Green
- Amparanoia - La Fiesta
- Gianluca Grignani - L'aiuola
- Neja - Looking 4 Something
- Francesco Renga - Dove il mondo non c'è più
- Sugababes - Freak like Me e Round Round
- Liberty X - Just a Little
- Simple Minds - Cry
- Gianna Nannini - Uomini a metà
- Valentina Giovagnini - Senza origine
- Cristiano De André - Le quaranta carte
- Francesca St. Martin - Magica la notte
- Norah Jones - Don't Know Why
- Alicia Keys - A Woman's Worth
- Subsonica - Nuova ossessione
- Tweet - Oops (Oh My)
- Moony - Dove (I'll Be Loving You)
- Nikla - Il mio cuore protesta
- Sarah Connor - French Kissing
- J.C.A. - I Begin to Wonder
- 78 Bit - Chiara si spara
- Marina Rei - Il giorno della mia festa
- Umberto Tozzi - E non volo
- Amanda Marshall - Everybody's Got a Story
- Mango - La rondine
- Raf - Oasi
- Andreas Johnson - Shine
- Daniele Stefani - Un giorno d'amore
- Massimo Di Cataldo - Come il mare
- Michelle Branch - Everywhere
- Five for Fighting - Superman (It's Not Easy)
- Daniele Silvestri - Sempre di domenica e Salirò
- Jennifer Paige - Stranded
- Yu Yu - Mon petit garçon
- Shakira - Whenever, Wherever
- Hooverphonic - The World Is Mine
- Mana' - En El Muel De Sas Blas
- Oasis - Stop Crying Your Heart Out e The Hindu Times

## Altri premi
- Premio come miglior album: Zucchero con Shake
- Premio rivelazione italiana: Tiziano Ferro con Rosso relativo
- Premio rivelazione straniera: Las Ketchup con Aserejé

## Sigla
La videosigla di questa edizione sono le canzoni  Tutti vogliono viaggiare in prima di Luciano Ligabue e  Sento le campane di Zucchero

## Organizzazione
Mediaset

## Direzione Artistica
Andrea Salvetti